# Svátostina
Svátostina (lat. sacramentalium) jsou symbolické liturgické úkony, kterými se na způsob svátostí naznačují účinky, zvláštně duchovní, jichž se dosahuje na prosby církve (SC 60). Existuje celá řada rozličných svátostin, všem je jim společná modlitba ve jménu církve.
Pro římskokatolickou církev definuje svátostiny kán. 1166 CIC/1983: „Svátostiny jsou posvátná znamení napodobující určitým způsobem svátosti, jimiž se naznačují účinky, zvláště duchovní, a získávají se na přímluvu církve.“

## Svátostiny v katolické církvi
Katechismus katolické církve učí:
Církev ustanovila svátostiny k posvěcování některých církevních služeb, některých životních stavů, nejrůznějších událostí křesťanského života, jakož i používání věcí prospěšných člověku. Podle pastorálních rozhodnutí biskupů mohou svátostiny také odpovídat na potřeby, na kulturu a na dějiny, které jsou vlastní křesťanského lidu některého kraje nebo některé doby. Tvoří je vždy nějaká modlitba, často doprovázená určitým znamením, jako je vkládání ruky, znamení kříže, pokropení svěcenou vodou (jež připomíná křest).
Svátostiny se odvozují z křestního kněžství: každý pokřtěný je povolán být „požehnáním“ a sám žehnat. Proto také laici mohou předsedat některým žehnáním; čím více se některé žehnání týká církevního nebo svátostného života, tím více je předsednictví vyhrazeno posvěcenému služebníkovi -- knězi nebo biskupovi.
Svátostiny neudělují milost Ducha svatého jako svátosti; avšak prostřednictvím modlitby Církve připravují na přijetí milosti a uzpůsobují člověka ke spolupráci s ní. „Liturgie svátostí a svátostin působí, že Boží milost, která vyvěrá z velikonočního tajemství Kristova utrpení, smrti a zmrtvýchvstání, posvěcuje skoro každou životní událost věřících... “
Nejznámějšími a často užívanými svátostinami jsou: kněžské požehnání, žehnání růženců, Kříž sv. Benedikta nebo tzv. Zázračná medaile.
Z hlediska Katolické církve nelze svátostiny spojovat s amulety nebo talismany před jejich užívání církev varuje, protože jejich moc nepochází z velikonoční oběti Ježíše Krista.

## Svátostiny
1. denní modlitba
2. exorcismus
3. pohřeb
4. přísaha
5. slib
6. zasvěcení
7. žehnání